# My Darling Clementine
My Darling Clementine is een film uit 1946 onder regie van John Ford. De film is gebaseerd op het boek Wyatt Earp, Frontier Marshal van Stuart N. Lake. In Nederland werd de film destijds uitgebracht onder de titel Zonder genade.

## Verhaal
De film richt zich op de gebroeders Earp in 1882. Wyatt, James, Morgan en Virgil zijn onderweg naar Californië wanneer ze de familie Clanton tegenkomen. Niet veel later blijkt James dood te zijn. Wyatt zweert wraak en begint een zoektocht naar de dader.

## Rolverdeling
| Acteur         | Personage               |
| -------------- | ----------------------- |
| Henry Fonda    | Wyatt Earp              |
| Linda Darnell  | Chihuahua               |
| Victor Mature  | Dr. John 'Doc' Holliday |
| Cathy Downs    | Clementine Carter       |
| Walter Brennan | Old Man Clanton         |
| Tim Holt       | Virgil Earp             |
| Ward Bond      | Morgan Earp             |
| Alan Mowbray   | Granville Thorndyke     |
| John Ireland   | Billy Clanton           |
| Roy Roberts    | Burgemeester            |
| Jane Darwell   | Kate Nelson             |
| Grant Withers  | Ike Clanton             |

## Productie
In eerste instantie zou actrice Jeanne Crain de rol van Clementine spelen. Crain was destijds een populaire actrice met een groot aantal fans. Producent Darryl F. Zanuck vreesde dat de fans zouden klagen, aangezien de rol van Clementine erg klein is. Hij besloot haar te vervangen met Downs. De film betekende voor hoofdrolspeler Fonda zijn terugkeer. Fonda ging in 1943 tijdelijk met pensioen voor de Tweede Wereldoorlog.